# الفيلق الطبي بالجيش الملكي البريطاني

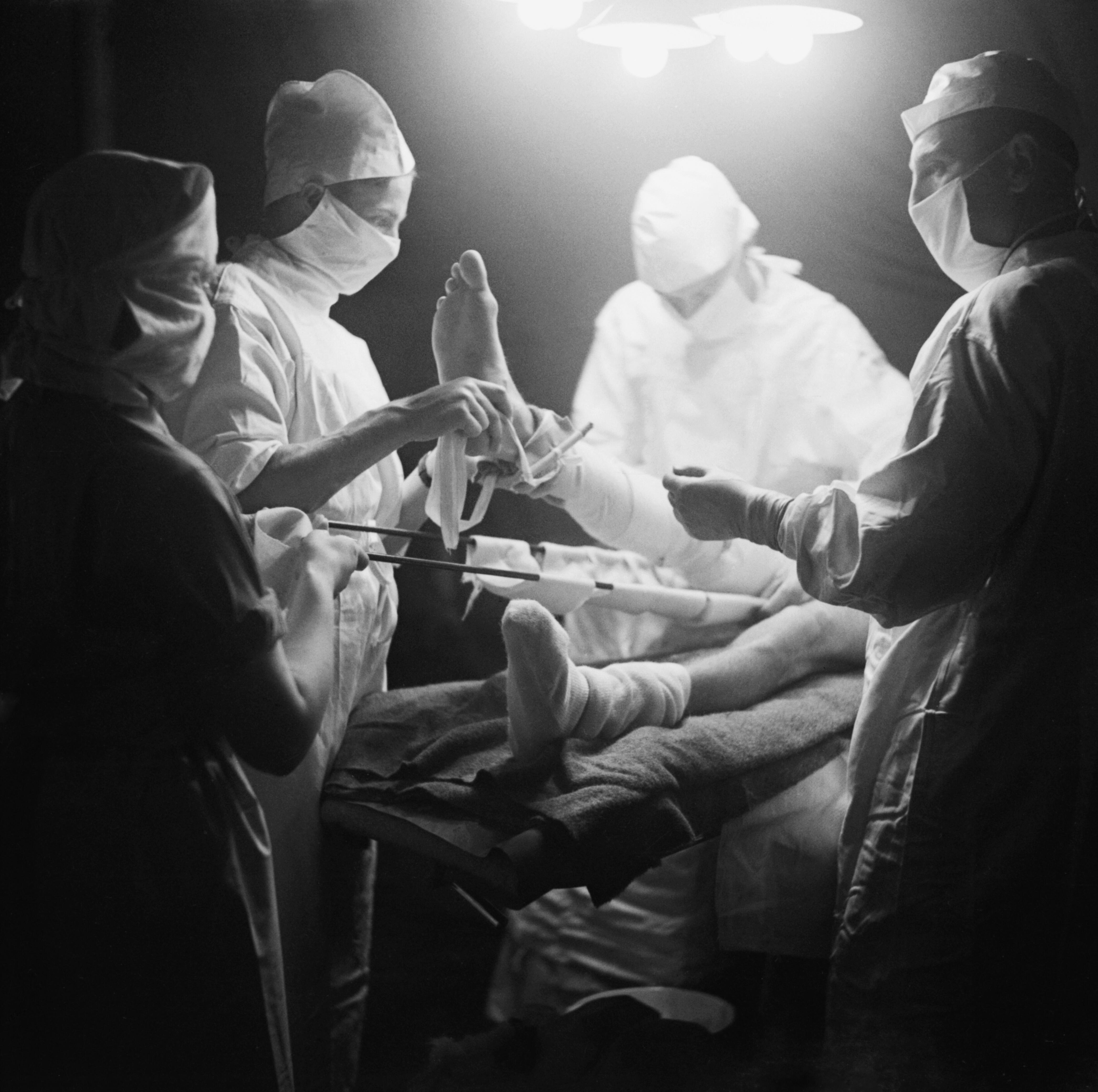
أحد جراحي الجيش البريطاني أثناء إجراء عملية جراحية أثناء الحرب العالمية الثانية (نورماندي، 1944)

الفيلق الطبي بالجيش الملكي (بالإنجليزية: Royal Army Medical Corps)‏، ويختصر اسمه إلى RAMC، هو أحد الفيالق المتخصصة بالجيش البريطاني. يتولى تقديم الخدمة الطبية لجميع أفراد الجيش البريطاني وعائلاتهم في السلم والحرب، وهو من الفيالق الأربعة المكونة للخدمات الطبية بالجيش البريطاني، إلى جانب الفيلق البيطري، وفيلق طب الأسنان، وفيلق الملكة ألكسندرا الملكي للتمريض.
تأسس الفيلق الطبي بالجيش البريطاني سنة 1898، وهو أكبر الفيالق الأربعة المكونة للخدمات الطبية بالجيش البريطاني.

## أطباء وجراحون خدموا في الفيلق
- أرثر سيسيل ألبورت
- ألان غراهام أبلي
- ألكسندر بيغام
- جون تشارنلي
- ناغارور غوبيناث
- هارولد إليس
- هاري بلات
- والاس بيترز
- وليم بوغ ليشمان

## وصلات خارجية
- الفيلق الطبي الملكي على الموقع الرسمي للجيش البريطاني (بالإنجليزية)
- موقع رابطة الفيلق الطبي الملكي (بالإنجليزية)
- موقع متحف الخدمات الطبية الملكية (بالإنجليزية)